# Derrick: Madeira
Madeira ist der Titel der siebten Episode der Krimiserie Derrick mit Horst Tappert in der Titelrolle und Fritz Wepper als Inspektor Harry Klein.

## Handlung
Der charmante Ruheständler Paul Bubach hat die naive und ebenfalls alleinstehende Agnes Domberg überzeugt, ihn zu seinem angeblichen Altersruhesitz auf Madeira zu begleiten. Als er sie abholen möchte, ist noch allein die Frage zu klären, wer deren Hund übernimmt. Die Nachbarn, die die Abreise von Frau Domberg ohnehin seltsam finden, haben sich kurzfristig dagegen entschieden. Bubach gaukelt Agnes vor, den Hund vorübergehend in ein Tierheim zu bringen. In Wirklichkeit setzt er ihn aus. Er fährt daraufhin mit Agnes in sein Wochenendhaus, wo er sie zu den Klängen des Chansons La Mer von Charles Trenet vergiftet und die Leiche anschließend im Garten vergräbt. Am Abend holt er Gepäck und Wertgegenstände aus ihrer Wohnung ab. Der Hund findet unterdessen wieder nach Hause zurück und wird von den darüber verwunderten Nachbarn aufgenommen. Sie stellen fest, dass in der verschlossenen Wohnung zeitweise Licht leuchtet. Bevor sie die Wohnung betreten können, um nachzusehen, verschwindet Bubach unerkannt. Sie sehen ihn lediglich davonfahren. Zu Hause tauscht Bubach heimlich die Kennzeichen seines Wagens aus und wird kurz darauf von seiner Nichte Kläre besucht.
Harry Klein sucht Stephan Derrick zu Hause auf. Die beiden beraten über den bereits dritten ähnlichen Fall, in dem jeweils eine alleinstehende, gutgläubige Dame nach Madeira eingeladen wurde und daraufhin spurlos verschwand. In einem Café, welches Agnes Dombach regelmäßig besucht hatte, versuchen sie, den Täter ausfindig zu machen. Agnes Dombergs Hund, den sie dorthin mitnehmen, wird auf Paul Bubach aufmerksam. Dieser versucht im Anschluss daran, im Englischen Garten unweit des Chinesischen Turms eine weitere Frau zu überzeugen, ihn nach Madeira zu begleiten. Einige Tage später bringt er schließlich auch sie um.
Derrick und Klein suchen Bubach in seinem Haus auf und treffen dabei auf die noch ahnungslose Kläre. Erneut verhält sich der Hund auffällig. Aufgrund von Fragen der beiden Kommissare und diesbezüglichen Zusammenhängen, die sich in der Folge ergeben, wird Kläre misstrauisch. Mit weiteren Nachfragen treibt sie ihren Onkel in die Enge und bringt ihn schließlich zu dem Entschluss, auch sie umzubringen. Sie selbst hält zunächst weiterhin zu ihm, da sie die Tatsache, dass er ein Mörder sein könnte, nicht akzeptieren will. Bubach fährt mit ihr ins Wochenendhaus und bietet ihr ein Glas vergifteten Sekt an. Bevor sie den ersten Schluck davon nehmen kann, treffen gerade noch rechtzeitig Derrick und Klein ein, die unauffällig mit dem Hund gefolgt sind. Bubach begeht daraufhin Selbstmord, indem er das Gift selbst trinkt.

## Hintergrund
Der Täter ist dem Zuschauer von Anfang an bekannt. Dieses Prinzip der invertierten Detektivgeschichte war während der ersten Staffel der Serie üblich.
Erstmals spielt eine Szene innerhalb Derricks privater Wohnung.
Außergewöhnlich ist die eingedeutschte Form Kläre anstelle der französischen Schreibweise des Vornamens Claire.